# 4-chloorfenol
4-chloorfenol is een organische verbinding met als brutoformule C6H5ClO. De stof komt onder standaardomstandigheden voor als kleurloze tot gele kristallen met een kenmerkende geur, die slecht oplosbaar zijn in water.

## Toxicologie en veiligheid
De stof ontleedt bij verhitting met vorming van giftige en corrosieve dampen, waaronder waterstofchloride en chloor. 4-chloorfenol reageert met oxiderende stoffen.
De stof is sterk irriterend voor de ogen, de huid en de luchtwegen. Ze kan effecten hebben op het centraal zenuwstelsel.